# Schizotetranychus camur
Schizotetranychus camur är en spindeldjursart som beskrevs av Pritchard och Baker 1955. Schizotetranychus camur ingår i släktet Schizotetranychus och familjen Tetranychidae. Inga underarter finns listade i Catalogue of Life.